# نابال

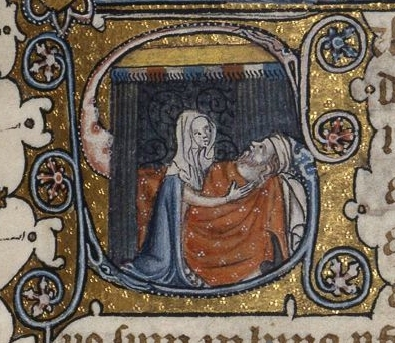
ابیجایل بر بالین نابال

نابال (عبری: נָבָל‎، به معنای احمق) یکی از مردان ثروتمند طایفه کالب در کتاب اول سموئیل در تنخ است. مطابق روایت، او به داوود توهین کرد و داوود به همین جهت تصمیم گرفت او و تمام خانواده‌اش را بکشد اما همسر نابال ابیجایل داوود را قانع کرد که خون بی‌گناهان را نریزد. مدتی بعد نابال مرد و داوود ابیجایل را به زنی گرفت. روایت دلیل مرگ نابال را مشخص نکرده اما احتمالاً به دلیل توطئه داوود و ابیجایل بوده‌است. ازدواج داوود با زن نابال باعث شد او ثروت نابال را تصاحب کند و راهش برای به پادشاهی‌رسیدن هموار شود.